# Leucania rhodopsara
Leucania rhodopsara là một loài bướm đêm trong họ Noctuidae.